# Râul Galațca
Galațca este un râu din Banat care traversează județul Timiș din România, trece în Serbia și se varsă în râul Bega.